# Pierre-François Tiberghien
Pierre-François Tiberghien, né le 1er août 1762 à Bruxelles, mort en 1826, est un banquier et industriel. 

## Biographie
Pierre-François Tiberghien est le fils d'un négociant en lainière originaire de Tourcoing.
Il débute lui-même dans le commerce en gros d'étoffes, de toiles de coton et de mousselines anglaises, réalisant des séjours en Angleterre pour ses achats, et succède à son père à la tête des affaires familiales.
En 1794, à la suite de l'entrée des forces françaises en Belgique, Tiberghien fixe à Paris ses activités de banque, y transférant plus tard, de Bruxelles au no 17 de la rue Vivienne, les bureaux de la Banque Tiberghien qu'il a fondé. Il prend part à la fondation de la Banque de France, dont il est l'un des «deux cents» plus gros actionnaires et qui reprendra sa banque par la suite.
À la fin du XVIIIe siècle, il acquiert un certain nombre d'anciens biens nationaux, notamment le palais abbatial de l'abbaye d'Heylissem (pour 212 000 livres), le couvent franciscain de Boetendael, l'abbaye de Saint-Denis, près de Mons, ou bien l'abbaye de Saint-Gérard, dans le Namurois. L'un des actionnaires de la Compagnie Paulée, il rachète une partie de ces biens à Jean-Baptiste Paulée, dans sept communes du département de Jemmapes.
Développant son industrie textile, il fonde un grand moulin et un tissage à Heylissem, un moulin et une filature de coton à la mécanique à Saint-Denis, un atelier de tissage à Saint-Quentin, ainsi qu'une filature à Vilvorde (en collaboration avec la maison de détention, jusqu'à mille détenus y travailleront).
Il se lance également dans l'industrie minière et la métallurgie, notamment en installant une fonderie de fer et de cuivre à Saint-Denis. 
Fondateur de la Société houillère du Bois de Mariemont, il est l'un administrateur des Fonderies de cuivre de Romilly, l'un des cinq associés du Charbonnage de Mariemont à partir de 1802, dont il avait obtenu des Warocqué qui lui en cède les 13/34 du capital, l'un des associés des charbonnages de Sars-Longchamps et l'un des principaux actionnaires des Charbonnages du Borinage.
Vers 1810, Tiberghien emploie plus de 2 000 travailleurs, dont 800 pour la seule Saint-Denis, qui produit 
300 kg de cotons filés par jour, l'une des plus importantes filatures de coton de l'époque, et dont la gérance était confiée à son frère Charles. Deux autres de ses frères, Joseph et Emmanuel, récupéreront la direction d’une manufacture de basins et de piqués à Heylissem.
Il investit dans la terre, acquérant de nombreuses fermes et terres.
Il préside la compagnie d'assurance Les propriétaires réunis.
Tiberghien s'était marié à une britannique, Margaret Whettnall, fille de John Whettnall et grand-tante du baron Edmond Whettnall. Ils eurent un enfant et adopteront une fille, Catherine-Françoise de Pouillon, qui épousera Edward John Whettnall. Il est le grand-père de Félix Paul Tiberghien.

## Sources
- De familie Tiberghien (1797 – 1851)
- Banquiers, négociants et manufacturiers parisiens du Directoire à l’Empire, de Louis Bergeron - 2013
- Les Routes de l’argent: Réseaux et flux financiers de Paris à Hambourg (1789-1815), de Matthieu de Oliveira - 2011
- Les grands banquiers belges (1830-1935): portrait collectif d'une élite, de Samuel Tilman - 2006
- Bulletin, Volume 26, Numéros 1 à 7, de la Fédération des industries belges
- Bibliothèque de la Faculté de philosophie et lettres de l'Université de Liège, Parties 80 à 81 - 1938
- Essai sur la révolution industrielle en Belgique, 1770-1847, de Pierre Lebrun - 1979
- Histoire quantitative et développement de la Belgique, de Pierre Lebrun - 1981
- Le Coton et ses patrons, France, 1760-1840, de Serge Chassagne - 1991